# Hermann Otto I. von Limburg-Styrum

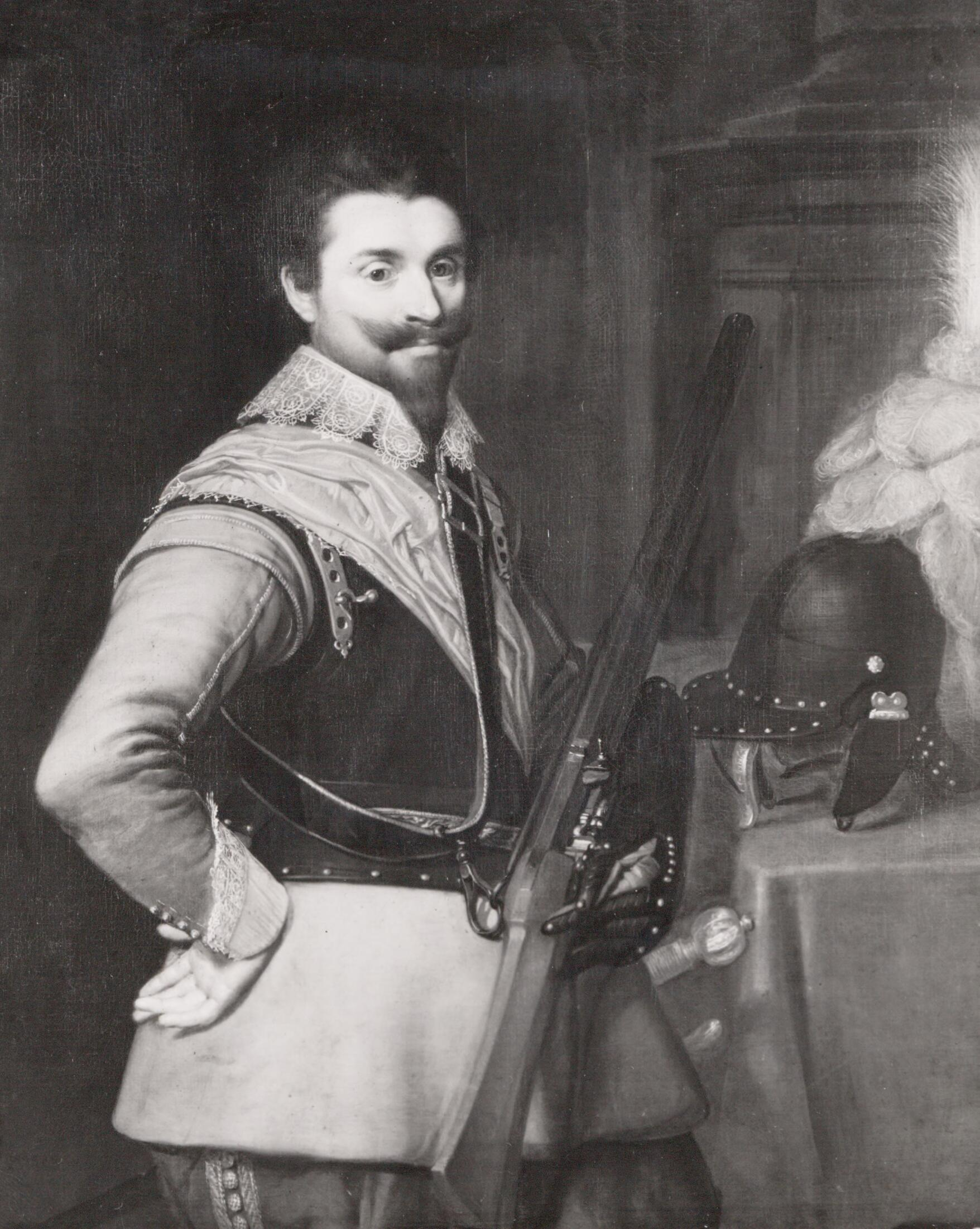
Hermann Otto I. von Limburg-Styrum auf einem Gemälde von Jan van Ravesteyn 1624

Hermann Otto I. von Limburg-Styrum (* 3. September 1592 auf Schloss Styrum; † 17. Oktober 1644 in Bergen op Zoom) war durch Abstammung Graf von Limburg, durch Erbe Graf von Bronckhorst und Herr zu Borculo, Gemen, Lichtenvoorde und Styrum. Von 1640 bis 1644 war er Vogt des Klosters Vreden.

## Leben
Hermann Otto I. von Limburg-Styrum war der älteste Sohn des Grafen Jobst von Limburg-Styrum und der Gräfin Maria von Schauenburg und Holstein-Pinneberg (1559–1616), Tochter von Otto IV. von Holstein-Schaumburg.
Er kämpfte auf der Seite der Generalstaaten und erlebte 1623 an der Seite des tollen Christian von Braunschweig-Wolfenbüttel die Niederlage in der Schlacht bei Stadtlohn. Im Oktober 1628 drang er mit seinen Truppen in das Amt Angermund um die Stadt Ratingen zu überfallen und auszuplündern.
Beigesetzt ist er in der Kirche zu Borculo. Sein Sohn Graf Adolf Ernst bemühte sich mit Hilfe des Kurfürsten von Brandenburg erfolglos gegen das Bistum Münster durchzusetzen und seine Untertanen zum katholischen Glauben zurückzubringen.
Hermann Ottos Tante Agnes von Limburg-Stirum hatte die Herrschaft Gemen geerbt. Im Jahre 1644 übertrug sie ihm den Nachlass.
Nach dem Tod des Grafen Hermann Otto im Jahr 1644 kam es zur Erbteilung unter seinen drei Söhnen: Bronckhorst und Borculo erhielt Graf Otto, Gemen erhielt Graf Adolf Ernst und Styrum erhielt Graf Moritz.
Nicht nur die Mitglieder des Hauses Limburg-Stirum stammen von ihm ab, sondern auch eine große Anzahl von Monarchen, wie der König von Belgien, der Großherzog von Luxemburg, der Fürst von Liechtenstein und auch die Mitglieder des Hauses Habsburg.

## Familie
Er heiratete am 22. März 1618 Anna Magdalene, Freiin Spies von Büllesheim zu Frechen (* 1595 Frechen; † 16. Mai 1659 Bergen op Zoom).
Das Paar hatte folgende Kinder:
- Otto  (* 1620; † 27. August 1679 Borculo)

⚭ 15. Juni 1643 Gräfin Elisabeth Charlotte von Dohna-Carwinden (* 14. Januar 1625; † 18. März 1691)
- Adolf Ernst (* 1622; † 3. Oktober 1657 Kattarp in Schonen)

⚭ 10. Mai 1644 Gräfin Maria Isabella von Vehlen und Meggen (* ca. 1617; † 27. Februar 1692)
- Moritz (* 1. Juli 1634; † 26. August 1664 Wien)

⚭ 17. März 1662 Gräfin Maria Bernhardine von Limburg-Bronkhorst (* November 1637; † 15. Dezember 1713)
- Sophie Elisabeth (* ca. 1630; † 26. Oktober 1685 Raesfeld)

⚭ Ferdinand Gottfried von Vehlen und Meggen († 7. Juli 1685)
- Agnes Maria (* 1631; † 1646), gewählte Äbtissin im Stift Freckenhorst; konnte ihr Amt jedoch nicht antreten